# Tornike Chideszeli
Tornike Chideszeli (gruz. თორნიკე ხიდეშელი; ur. 21 lutego 1990) – gruziński zapaśnik walczący w stylu wolnym. Trzeci w Pucharze Świata w 2013. Mistrz Europy kadetów w 2007 i trzeci w 2006 roku.